# Diwakar Prasad
Diwakar Prasad (6 settembre 1984) è un pugile indiano.
Si è qualificato per competere nella divisione dei pesi gallo (- 54 kg) alle Olimpiadi estive del 2004 ad Atene, in Grecia, dove ha perso al secondo turno contro il Nestor Bolum della Nigeria.
Al 2º torneo di qualificazione olimpica dell'AIBA Asian 2004 a Karachi, in Pakistan, ha perso in finale contro il pugile thailandese Worapoj Petchkoom, ma si è comunque qualificato olimpico.